# گمینا لیپتسه رمونتووسکیه
گمینا لیپتسه رمونتووسکیه (به لهستانی:  Gmina Lipce Reymontowskie) یک گمینا در لهستان است که در شهرستان اسکرینه‌ویتسه واقع شده‌است. گمینا لیپتسه رمونتووسکیه ۴۲٫۷ کیلومتر مربع مساحت و ۳٬۳۲۳ نفر جمعیت دارد.